# Zelená renklóda

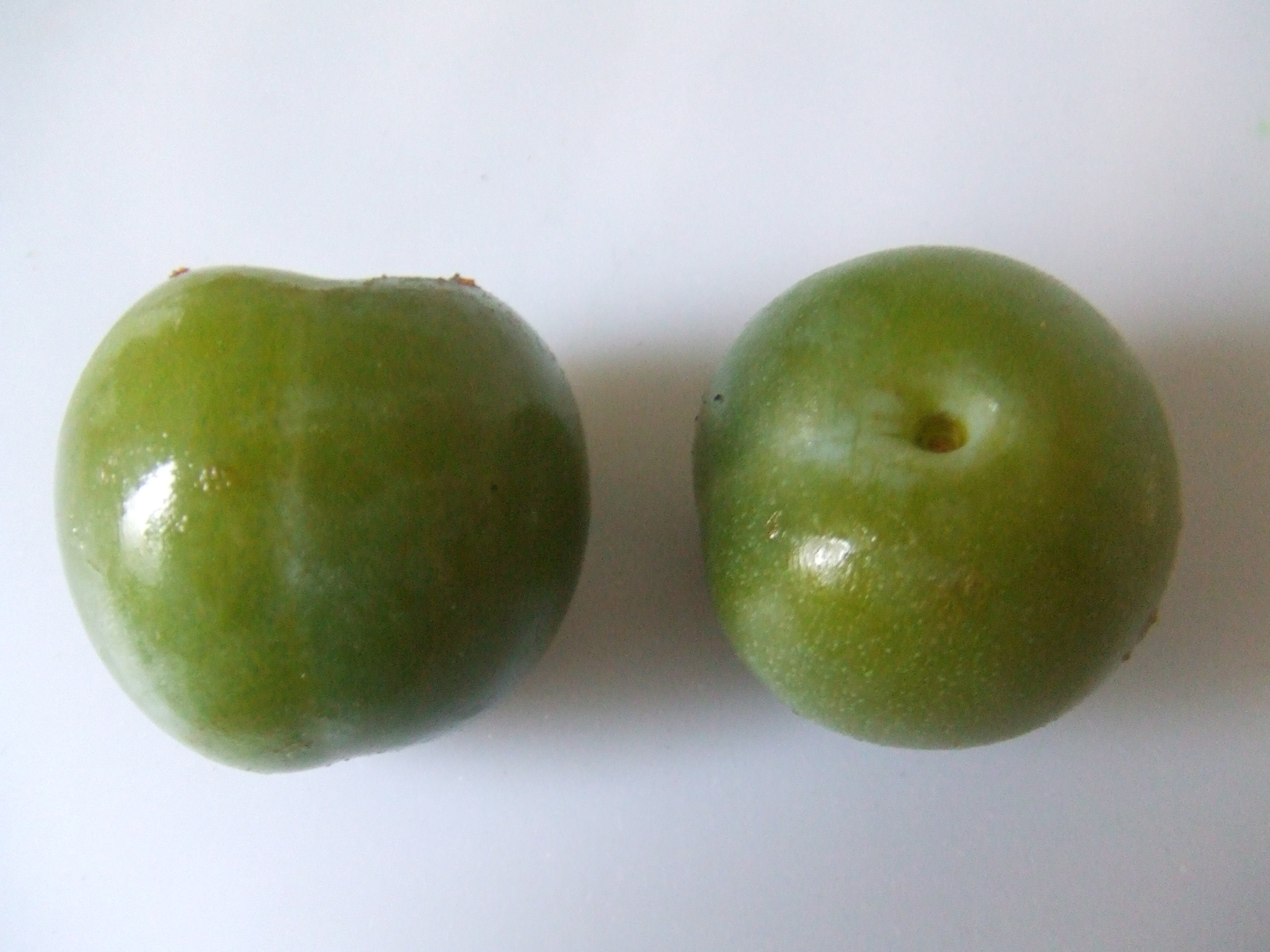
Plody.

Zelená renklóda (Prunus domestica 'Zelená renklóda') je ovocný strom, kultivar druhu slivoň renklóda z čeledi růžovitých. Odrůda je známa ze středověké Francie, ale původ není znám. Je cizosprašná. Plody jsou střední velikosti (20–30 g) chutné šťavnaté sladké plody se zelenou, v úplné zralosti zelenožlutou, slupkou. Trpí moniliózou, po deštích mohou praskat plody, které jsou pak napadány patogenem. Tato stará odrůda je stále poměrně rozšířená, většinou se pěstuje v zahradách. Z odrůdy Zelená renklóda byla českým zahradníkem ke konci 19. století vyšlechtěna 'Althanova renklóda'.

## Další názvy
Podle biolib.cz je pro odrůdu s označením Zelená renklóda používáno více rozdílných názvů, například Slíva zelená velká, Zelená renklóda pozdní, Zelená renklóda velká, Ryngle (lidově).  Podle učebnice ovocnictví byl používán i název 'Zelenka'. V jiných zemích jsou používány jiné názvy, například ve Velké Británii Green Gage, ve Francii Reine Claude verte.

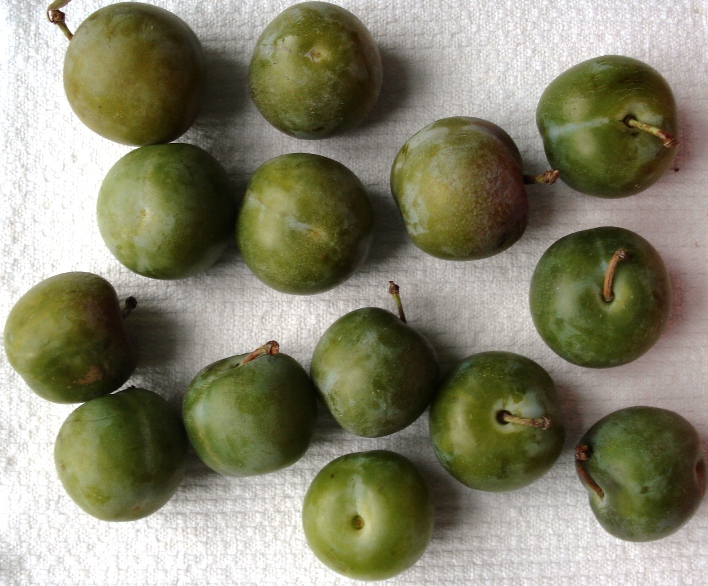
Plody s obvyklou ojíněnou slupkou.
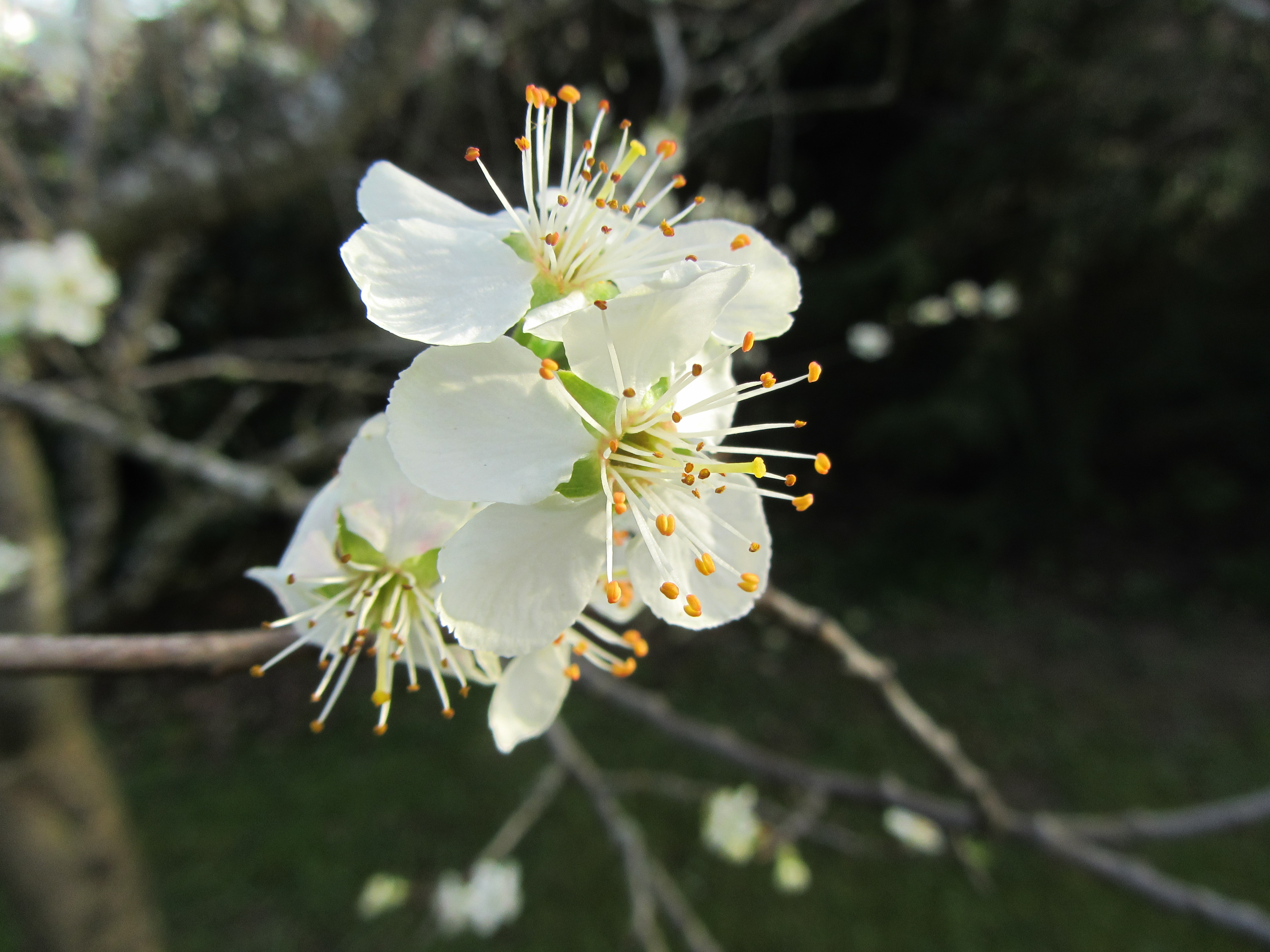
Květy.

## Původ
Odrůda je dobře známa ze středověké Francie, která je někdy pokládána za zemi původu. Původ odrůdy ve skutečnosti ale není znám. V tomto období byla pěstována v jižní Evropě. Původně byla pěstována v Řecku, potom v Itálii a z Francie se rozšířila do střední Evropy. Za oblast původu je tedy pokládáno Středomoří, odrůda byla zaregistrována mezi povolené odrůdy v roce 1954. 

## Vlastnosti
Růst stromů je zpočátku silný,(letorosty 50-60 cm) později střední (letorosty 20-30 cm). Vytvářejí typicky vysoce posazené malé kulovité koruny. Větve velmi dobře obrůstají plodonosným obrostem. Odrůda Zelená renklóda kvete středně raně a je cizosprašná. Preferuje chráněné polohy a vlhké živné půdy, . Některý zdroj uvádí odolnost proti nízkým teplotám. další uvádí odolnost proti mrazu střední. V chudých půdách jsou plody menší, bez chuti.

## Plodnost
Podle některých zdrojů plodí středně pozdně, pravidelně, avšak ne příliš mnoho ovšem podle jiných zdrojů středně brzy, méně pravidelně a mnoho, podle ještě jiných plodí odrůda záhy, mnoho, avšak ne pravidelně, střídavě.. Ještě další zdroj uvádí smířlivě, že plodí středně i brzy, nepravidelně, středně i hojně.
Zralé plody špatně snáší transport, je třeba plody podtrhnout nebo sklízet na počátku zralosti. Zralé plody jsou vhodné k přímé konzumaci nebo zpracování, nezralé ke kompotování.

## Plod
Plody bývají střední velikosti (20–30 g), kulovitý až oválný. Slupka je ojíněná, matná, zelené až žlutozelené barvy. Stopka krátká až středně dlouhá, středně tlustá, zelenohnědá. Plody zrají začátkem září. Zelenožlutá dužnina je aromatická, šťavnatá, měkká nebo tuhá, dobře odlučitelná od pecky. 

## List
Celokrajný, vroubkovaný. Elipsovitý až obvejčitý. Průměrná velikost: délka čepele 85 -110 mm, šířka čepele 50-60 mm.

## Pupen
Kuželovité pupeny, malé.

## Květy
V období květu jsou již částečně vyrašené listy. Květy jsou velké, 2.5 cm v průměru. Je dobrý opylovač. Kvete poloraně a je cizosprašná. 
Vhodným opylovačem je ´Althanova renklóda´, 'Viktorie', 'Bühlská', 'Jefferson', ´Mirabelka nancyská´, ´Oullinská renklóda´, 'Zimmerova'. Za dobré opylovače jsou považovány 'Vlaška', 'Domácí švestka', avšak tyto opylovače podle některých zdrojů někdy kvetou až o několik dnů později. 

## Podnož
Plodí největší plody na bujně rostoucích podnožích. Je doporučena St. Julien de Toulouse, Durancie, EM Myrobalán A. Myrobalán ( MY-VS-1, MY-KL-A.) do středních, vlhkých a horších sušších půd.

## Choroby a škůdci
Proti šarce byla považována za odolnou avšak napadené dřeviny špatně plodí a dříve hynou. Náchylná k monilióze. Plody po deštích praskají. Bývá napadána pilatkou, puklicemi, plody poškozují vosy. Vyskytuje se klejotok.